# Crkva sv. Tekle u Podgori
Crkva sv. Tekle nalazi se u mjestu Podgori, na predjelu Kraj.

## Opis
Crkva sv. Tekle izgrađena je na groblju u Podgori, na lokalitetu zvanom Sutikla, na mjestu srednjovjekovne građevine, čiji tragovi nisu sačuvani. Crkva se prvi put spominje 1626. godine, a srušena je u velikom potresu 1667. godine. Početkom 18. stoljeća na temeljima ranije građevine sagrađena je nova crkva u baroknom slogu, koja je na nadvratniku imala uklesanu godinu 1720. Jednobrodna crkva bila je svođena bačvastim svodom, s apsidom kvadratičnog oblikovanja. Na glavnom pročelju je imala portal, nad njim manju osmerolisnu rozetu i u zabatu trodijelnu preslicu. Godine 1962. crkva je gotovo do temelja srušena u potresu, a sačuvao se jednostavni mramorni oltar u svetištu i oltarna slika. Od 1991. – 97. godine provedena je faksimilna obnova crkve, kojoj su prethodila arheološka istraživanja lokaliteta.

## Zaštita
Pod oznakom Z-4791 zavedena je kao nepokretno kulturno dobro - pojedinačno, pravna statusa zaštićena kulturnog dobra, klasificirano kao "sakralna graditeljska baština".